# فالبرتو سوانا
فالبرتو سوانا (بالإيطالية: Valprato Soana)‏ هي كومونا تقع في إيطاليا في مقاطعة تورينو. يقدر عدد سكانها بـ 126 نسمة ومساحتها 70.6 كم2 .

## السكان
في سنة 1861 بلغ عدد السكان 1٬269 نسمة، وتطور العدد ليصل في سنة 2011 لـ 112 نسمة.
يظهر هذا المخطط البياني تطور النمو السكاني لـ فالبرتو سوانا